# الکساندر باریشنیکوف
الکساندر باریشنیکوف (روسی: Александр Георгиевич Барышников؛ زادهٔ november ۱۱, ۱۹۴۸ (۷۶ سال)) ورزشکار دو و میدانی اهل اتحاد جماهیر شوروی سوسیالیستی است.
وی در مسابقات کشوری و بین‌المللی در مجموع برندهٔ ۱ مدال نقره، ۱ مدال برنز شده‌است.